# Maria van Brabant (1325-1399)
Maria van Brabant (1325 — Turnhout, 1 maart 1399) was de derde dochter van hertog Jan III van Brabant en van Maria van Évreux.
Hertog Jan III van Brabant was met Reinoud II van Gelre, hertog van Gelre en graaf van Zutphen, in Tervuren overeengekomen dat zijn jongste dochter Maria zou huwen met de Gelderse zoon Reinoud III van Gelre, ofwel de Dikke. Het kasteel van het Land van Turnhout zou als bruidsgift dienen. Koning Eduard III van Engeland, Reinouds oom, wenste echter dat zijn neef met de dochter van zijn vriend, Van der Mark, graaf van Gulik zou huwen. Reinoud trotseerde deze wens en huwde te Antwerpen met Maria van Brabant.
Zijn jongere broer Eduard van Gelre zou een opvolgingstwist ontketenen en zette zijn broer in 1361 gevangen. In 1371, bij de dood van zijn broer Eduard, werd Reinoud bevrijd maar hij stierf kort daarna. In 1361 koopt Maria van Brabant de heerlijkheid Oijen. Maria van Brabant betrok het kasteel van Turnhout, stichtte in 1395 de priorij van Corsendonk en in 1398 het kapittel van de Sint Pieterskerk van Turnhout. Ze verbleef tot aan haar dood in Turnhout.
Haar vermeende erfrechten op het hertogdom Brabant leidden tot de Brabantse Successieoorlog en de Vrede van Aat. 